# Biotop Radotín
Biotop Radotín je přírodní koupaliště v městské části Praha 16 Radotín, otevřené v roce 2014. Roku 2019 k němu přibyl rovněž bazén. Kromě koupacích lagun a nezbytného příslušenství se v areálu biotopu a bazénu Radotín nachází dětské hřiště, dvě venkovní sauny a parkoviště.
Bazén je koncipován jako školní s možností využití pro veřejnost mimo hodiny školního vyučování. Má kapacitu 70 lidí. Kromě plavecké dráhy se v něm nachází také malý bazén pro děti a vířivka.

## Historie
Na místě dnešního koupaliště původně stála čistírna odpadních vod, od povodní v roce 2002 nepoužívaná. Začala chátrat a postupně se stala útočištěm nepřizpůsobivých občanů. Z tohoto důvodu byla roku 2008 zdemolována. Poté začalo vedení Městské části Praha 16 Radotín uvažovat o využití prostranství k účelům rekreace. Roku 2010 byla vypracována první studie, podle níž mělo jít o koupaliště s přírodně filtrovanou vodou. Podobných koupališť bylo tehdy na území České republiky jen několik. Stavba byla zahájena roku 2013, celý areál je dílem architekta Jana Schlitze. Součástí areálu jsou dvě jezera (jedno koupací a jedno čisticí) a budova s restaurací a dalším zázemím, která byla vybudována v sousedícím areálu základní školy. Areál byl slavnostně otevřen na konci června roku 2014 a okamžitě se stal velmi navštěvovaným nejen obyvateli Radotína.
V roce 2018 pak byla zahájena výstavba plaveckého bazénu, který navazuje na budovu se zázemím pro biotop. Autorem zajímavého architektonického řešení bazénu je architekt Borek Strádal. Bazén byl uveden do zkušebního provozu v červnu 2019 a slavnostně otevřen 2. září 2019 za přítomnosti radotínského starosty Karla Hanzlíka, jeho zástupce Miroslava Knotka, senátora Pavla Fischera a radního pro oblast školství hl. m. Prahy Víta Šimrala.